# 山梨県下水道公社
公益財団法人山梨県下水道公社（こうえきざいだんほうじん やまなしけんげすいどうこうしゃ）は、山梨県内の各市町村の出資により1986年に設立された下水道事業法人である。県内4箇所の流域において維持管理業務を山梨県から委託を受け、各市町村の下水処理を行なっている。

## 事業所一覧
峡東浄化センター（公社事務所兼）
- 住所:笛吹市石和町東油川字北畑417
- 管轄地域:笛吹市、甲府市、山梨市、甲州市

富士北麓浄化センター
- 住所:富士吉田市下吉田4166
- 管轄地域:富士吉田市（一部）、南都留郡忍野村、南都留郡山中湖村、南都留郡富士河口湖町

釜無川浄化センター
- 住所:南巨摩郡富士川町長沢1790
- 管轄地域:南巨摩郡富士川町、韮崎市、南アルプス市、甲斐市、中央市、中巨摩郡昭和町、西八代郡市川三郷町

桂川清流センター
- 住所:大月市梁川町塩瀬800
- 管轄地域:大月市、富士吉田市（一部）、都留市、上野原市、南都留郡西桂町